# Draconarius falcatus
Draconarius falcatus är en spindelart som beskrevs av Xu och Li 2006. Draconarius falcatus ingår i släktet Draconarius och familjen mörkerspindlar. Inga underarter finns listade i Catalogue of Life.